# مشتق پارامتری
مشتق پارامتری یک نوع مشتق در حسابان است و زمانی که هر دو متغیر وابسته و مستقل x و y به متغیر سومی (مانند t که زمان در نظر گرفته می‌شود) وابسته باشند بکار می‌رود.
به عنوان مثال مجموعه از توابع را در نظر بگیرید که در آن:
{\displaystyle x(t)=4t^{2}\,}
و
{\displaystyle y(t)=3t.\,}
مشتق اول معادله پارامتری بالا:
{\displaystyle {\frac {\frac {dy}{dt}}{\frac {dx}{dt}}}={\frac {{\dot {y}}(t)}{{\dot {x}}(t)}},}
که در آن، {\displaystyle {\dot {x}}(t)} به معنی مشتق x نسبت به t می‌باشد، برای درک آن باید به یاد قاعده زنجیری برای مشتق‌های:
{\displaystyle {\frac {dy}{dx}}={\frac {dy}{dt}}\cdot {\frac {dt}{dx}},}
افتاد، یا به عبارت دیگر
{\displaystyle {\frac {dy}{dx}}={\frac {\frac {dy}{dt}}{\frac {dx}{dt}}}.}
که شکل رایج تر آن به صورت:
{\displaystyle {\frac {dy}{dt}}={\frac {dy}{dx}}\cdot {\frac {dx}{dt}}}
می‌باشد و مشتق هر دو طرف با معادله بالا را نتیجه می‌دهد. {\displaystyle {\frac {dx}{dt}}}
و مشتق هر دو معادله نسیت به t:
{\displaystyle {\frac {dx}{dt}}=8t}
و
{\displaystyle {\frac {dy}{dt}}=3,}
می‌شود که فرمول آن به صورت زیر می‌شود
{\displaystyle {\frac {dy}{dx}}={\frac {\dot {y}}{\dot {x}}}={\frac {3}{8t}},}
زمانی که {\displaystyle {\dot {x}}} و {\displaystyle {\dot {y}}} تابع فرض می‌شوند.
مشتق دوم یک معادله پارامتری به صورت زیر می‌باشد:
| {\displaystyle {\frac {d^{2}y}{dx^{2}}}} | {\displaystyle ={\frac {d}{dx}}\left({\frac {dy}{dx}}\right)}                                  |
|                                          | {\displaystyle ={\frac {d}{dt}}\left({\frac {dy}{dx}}\right)\cdot {\frac {dt}{dx}}}            |
|                                          | {\displaystyle ={\frac {d}{dt}}\left({\frac {\dot {y}}{\dot {x}}}\right){\frac {1}{\dot {x}}}} |
|                                          | {\displaystyle ={\frac {{\dot {x}}{\ddot {y}}-{\dot {y}}{\ddot {x}}}{{\dot {x}}^{3}}}}         |